# Johann Ludwig Deinhardstein

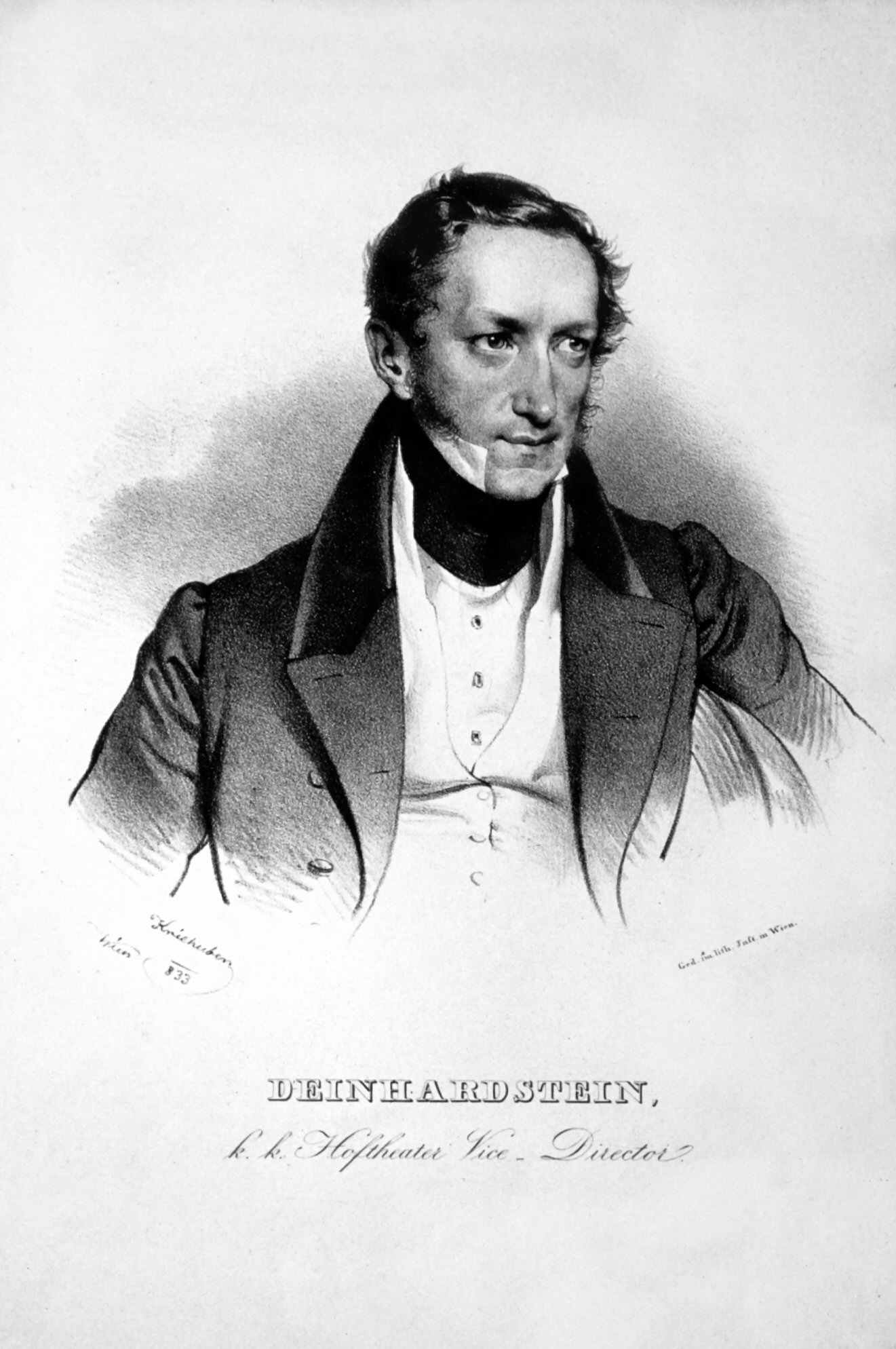
Lithographie von Josef Kriehuber, 1833

Johann Ludwig Deinhardstein (* 21. Juni 1790 in Wien als Johann Nepomuk Anton Alois Josef Deinhardstein; † 12. Juli 1859 ebenda), auch Deinhard-Deinhardstein, Pseudonym Dr. Römer, war ein österreichischer Schriftsteller, Literaturkritiker, Dramaturg und Hofbeamter.

## Leben
Der Anwaltssohn Deinhardstein studierte zunächst Rechts- und Staatswissenschaft und trat danach in den Staatsdienst ein. Von dieser Tätigkeit unbefriedigt, wendete er sich der Klassik und Ästhetik zu. Bereits 1811 waren von ihm erste Werke, d. h. Gedichte und einaktige Komödien, erschienen. Rasch stieg er zu einer zentralen Figur der Wiener Literaturszene auf.
Im Jahre 1827 erhielt er den Lehrstuhl für Ästhetik jeweils an der Universität Wien und als Nachfolger Lorenz Leopold Haschkas am Wiener Theresianum.
Zwei Jahre später übernahm er die Redaktion der Wiener Jahrbücher der Litteratur, die er bis 1849 behielt. Unter seiner Leitung entwickelte sich das vierteljährlich erscheinende Werk zu einem bedeutenden Organ der literarischen Kritik im deutschsprachigen Raum, für das Zeitgenossen von Rang und Namen wie Joseph von Eichendorff, Ernst von Feuchtersleben, Friedrich de la Motte Fouqué, Johann Wolfgang von Goethe, die Brüder Grimm, Friedrich Hebbel, Wilhelm von Humboldt, Carl Leberecht Immermann, Friedrich Rückert und August Wilhelm Schlegel Beiträge verfassten. Im Mittelpunkt standen dabei Neuerscheinungen auf dem Gebiet der Geisteswissenschaften. Trotz der Mitarbeit jener fortschrittlichen Geistesgrößen vermochte es der konservative Deinhardstein, in den Jahrbüchern eine patriotisch-restaurative Grundhaltung durchzusetzen.
Deinhardstein trat 1832 die Nachfolge Joseph Schreyvogels als Dramaturg und Vizedirektor des Hofburgtheaters an. Angeregt hatte diese Besetzung der Theaterdirektor Johann Rudolf Czernin. Er engagierte in dieser Position namhafte Schauspieler wie Christine Hebbel und Carl von La Roche und führte vorwiegend Konversationsstücke auf, darunter besonders Übersetzungen französischer Dramen. Zwar traf er damit den Geschmack der mehrheitlich adeligen Zuschauer, konnte aber durch die geringe Berücksichtigung klassischer Stücke qualitativ nicht an seinen Vorgänger anknüpfen. Die Autoren Eduard von Bauernfeld, Friedrich Halm und Friedrich Hebbel erhielten unter seiner Regie erste Aufmerksamkeit in der Öffentlichkeit.
Seit 1829 zensierte Deinhardstein nebenberuflich die am Theater eingereichten Dramen. Nachdem seine Anstellung am Theater 1841 ihr Ende gefunden hatte, nahm er diese Aufgabe bis 1848 hauptberuflich als Regierungsrat der Polizeihofstelle wahr. Danach war er als Beirat der Landesregierung in literarischen, insbesondere das Theater betreffenden Angelegenheiten tätig.
Im Alter von 69 Jahren starb Deinhardstein 1859 in seiner Geburtsstadt Wien. Sein Ehrengrab befindet sich auf dem Wiener Zentralfriedhof (Gruppe 0, Reihe 1, Nummer 20). Im Jahr 1894 wurde in Wien-Ottakring (16. Bezirk) die Deinhardsteingasse nach ihm benannt.

## Künstlerisches Schaffen
Schriftstellerisch trat Deinhardstein vor allem als Dramatiker hervor, der elegante, heitere Stücke mit geschichtlichem Hintergrund schuf. Unter diesen ragen die sogenannten „Künstlerlustspiele“ heraus. Deinhardstein schuf mit ihnen eine neue Gattung dramatischer Poesie, die historischen Lokalkolorit und sentimentale Ränke miteinander verband. Zu den wichtigsten zählen
- Boccaccio (UA 1816, Erstdruck Wien 1816) über den italienischen Dichter Giovanni Boccaccio,
- Das Bild der Danae (UA 1822, Erstdruck Leipzig 1823) über die Figur Danaë aus der griechischen Mythologie,
- Hans Sachs (UA 1827, Erstdruck Wien 1829) über den deutschen Dichter Hans Sachs, das vielfach übersetzt wurde und sowohl als Vorlage für Albert Lortzings gleichlautende Oper – siehe dazu Hans Sachs (Oper) – als auch als Quelle für Richard Wagners Oper Die Meistersinger von Nürnberg diente,
- Garrick in Bristol (UA 1832, Erstdruck Wien 1834) über den britischen Schauspieler David Garrick und
- Fürst und Dichter (UA 1847, Erstdruck Leipzig 1851), welches von Goethe handelt, der durch Intrigen aus seiner Stellung am Weimarer Hof verdrängt werden soll.

Mit Erzherzog Maximilians Brautzug lieferte er 1832 eine fünfaktige Bearbeitung des Theuerdanks von Maximilian I. Unter Deinhardsteins ernsteren Dramen finden sich vor allem kleinere, empfindsame Stücke wie Der Gast und Floretta. Einige Übersetzungen aus dem Französischen erschienen unter dem Pseudonym „Dr. Römer“.
Deinhardsteins Dramen gewannen durchaus den Applaus des Publikums, waren aber hinsichtlich ihres literarischen Wertes massiver Kritik ausgesetzt. Den Werken wurde das Fehlen von Originalität, charakterlicher Tiefe und idealistischer Haltung vorgeworfen, auch hätte seine rege Schreibtätigkeit zu Flüchtigkeitsfehlern und Massenproduktion geführt.

## Werkausgaben
- Dichtungen für Kunstredner (Hrsg., 1815) (Digitalisat)
- Dramatische Dichtungen (Wien 1816) (Digitalisat), enthält:
  1. Das Sonnett, ein Spiel in einem Act und in freyen Versen
  2. Mädchenlist, ein Lustspiel in einem Act und in Alexandrinern
  3. Der Wittwer, eine Posse in einem Act und in freyen Versen
  4. Der Rosenstock, ein Spiel in einem Act und in freyen Versen
  5. Boccaccio, ein dramatisches Gedicht in zwey Acten
- Theater (zwei Bände, 1827 und 1833)
  - Erster Theil. Wien 1827 (Digitalisat) enthält
    1. Der Gast; Drama in zwei Acten
    2. Florette; Drama in einem Act[2]
    3. Die verschleierte Dame; Lustspiel in einem Act[3]
    4. Boccacio; Drama in zwei Acten
    5. Das Bild der Danae, Lustspiel in zwei Acten
- Skizzen einer Reise von Wien über Prag (Wien 1831)
- Theater von Dr. Römer (drei Bände, Wien und Leipzig 1837–41)
  - Erster Teil. Wien 1837 (Digitalisat) enthält:
    1. Stradella. Drama in drey Aufzügen. Nach Dreinhardtstein's gleichnamiger Novelle
    2. Liebe und Liebeley. Lustspiel in vier Aufzügen
    3. Brautstand und Ehestand. Lustspiel in vier Aufzügen
- Gedichte (Berlin 1844) (Digitalisat)
- Künstlerdramen (zwei Bände, Leipzig 1845)
  - Erster Theil. Leipzig: Brockhaus 1845 (Digitalisat) enthält:
    1. Pigault Lebrun. Lustspiel in fünf Acten
    2. Boccaccio. Dramatisches Gedicht in zwei Acten
    3. Salvator Rosa. Lustspiel in zwei Acten

  - Zweiter Theil. Leipzig: Brockhaus 1845 (Digitalisat) enthält:
    1. Hans Sachs. Dramatisches Gedicht in vier Akten
    2. Garrick in Bristol. Lustspiel in vier Acten

- Erzählungen und Novellen (Pest: Heckenast 1846) (Digitalisat) enthält:
  1. Der Goldschied von Pisa. Erzählung
  2. Stradella. Novelle
  3. Die Juden-Drillinge. Märchen
  4. Der seltene Entschluß. Erzählung
- Gesammelte dramatische Werke (sieben Bände, Leipzig 1848–57)
  - Erster Band. Leipzig: Weber 1848 (Digitalisat) enthält:
    1. Liebe und Liebelei. Lustspiel in vier Aufzügen
    2. Der Egoist. Schauspiel in vier Aufzügen

  - Zweiter Band. Leipzig: Weber 1848 (Digitalisat) enthält:
    1. Brautstand und Ehestand. Lustspiel in vier Acten
    2. Das diamantene Kreuz. Lustspiel in zwei Acten
    3. Modestus. Lustspiel in vier Acten

  - Dritter Band. Leipzig: Weber 1849 (Digitalisat) enthält:
    1. Verwandlungen der Liebe. Lustspiel in vier Akten
    2. Zwei Tage aus dem Leben eines Fürsten. Lustspiel in vier Akten

  - Vierter Band. Leipzig: Werber 1850 (Digitalisat) enthält:
    1. Erzherzog Maximilians Brautzug. Dramatisches Gedicht in fünf Abtheilungen
    2. Stradella. Drama in drei Akten
    3. Irrthum und Liebe. Lustspiel in vier Akten

  - Fünfter Band. Leipzig: Weber 1851 (Digitalisat) enthält:
    1. Fürst und Dichter. Dramatisches Gedicht in vier Akten
    2. Die rothe Schleife. Lustspiel in vier Akten
    3. Florette. Drama in einem Akt
    4. Der Wittwer. Posse in einem Akt
    5. Der Gast. Drama in zwei Akten

  - Sechster Band. Leipzig: weber 1853 (Digitalisat) enthält:
    1. Hans Sachs. Dramatisches Gedicht in vier Acten
    2. Die verschleierte Dame. Romantisches Spiel in einem Act
    3. Die Gönnerschaften. Lustspiel in fünf Aufzügen. Nach Scribe
    4. Das Bild der Danae. Lustspiel in zwei Acten

  - Siebenter Band. Leipzig: Weber 1857 (Digitalisat) enthält:
    1. Boccaccio. Dramatisches Gedicht in zwei Acten
    2. Mädchenlist. Lustspiel in einem Act
    3. Pigault Lebrun. Lustspiel in fünf Acten
    4. Garrick in Bristol. Lustspiel in vier Aufzügen
- Classisches Theater des Auslandes (Hrsg., 1855–56)
  - Pest, Wien, Leipzig: Hartleben 1856 (Digitalisat) enthält:
    1. Der Herzog von Mailand. Trauerspiel in fünf Acten von Philipp Massinger
    2. Tartuffe. Lustspiel in 5 Acten von Moliere